# ハガニア
座標: 北緯13度29分 東経144度45分 / 北緯13.483度 東経144.750度
ハガニア（ハガッニャ、Hagåtña、旧称Agana、スペイン語 Agaña）は、米国準州グアムの首都（村）。グアム島西岸に位置する。準州では2番目に小さな村で、人口は943人（2020年国勢調査）。

## 歴史
Hagåtña ハガニア はスペイン植民時代以前からグアムでも有数の町であった。1668年に最初のスペイン宣教団 Padre San Vitores が訪れた。酋長の Kepuha の家族は、グアム最初の教会の建設の為に Padre San Vitores に土地を提供した。
スペインの統治下では、グアムとマリアナ諸島の先住民族はハガニアへの移住を強制された。スペイン統治時代の建物の遺構は、スペイン広場の大司教区の大聖堂の傍に残っている。また、スペイン到来以前の時代の、ラッテ・ストーンはラッテ公園にある。
1898年の米西戦争時にグアムはスペインからアメリカ合衆国に割譲され、「アガナ」（Agana、英語表記）はアメリカ海軍行政下に置かれた。1940年までに街の人口は10,000人にまで増加し、島の人口の約半数が住んでいた。
第二次世界大戦では日本軍が占領。明石市と改名して四年半の間、統治した。その後アメリカ海軍が奪回したが、米艦隊からの艦砲射撃により街は著しく破壊された。戦前の居住者の多くはグアム島の他の地域に移住した。アメリカ海軍のグアム再建計画の一環として、直線的な通りからなる新街区が旧市街の上に建設され、現在の都市の発展の契機となった。
ハガニアにはグアムの政府が置かれ、歴史的地区は多くの観光客を惹きつけている。1998年に首都の名前を、アガナからよりチャモロ語に近いハガニアに変更した。

## 地理

グアムの旗に描かれているアガナ湾

アメリカ合衆国統計局によると、村の面積は 3 km² (1 mi²)。北にアガナ湾、南にWetlands,  Agana Heights、村の中心部には高層のオフィスビルがある。この都市の最寄の空港は、タムニンのグアム国際空港（アントニオ・B・ウォン・パット国際空港）である。

## 経済
中心部にはショッピングモールやレストラン、オフィスなどが林立している。また日本国の「在ハガッニャ総領事館」がある。

## 姉妹都市･提携都市
- グアダラハラ（メキシコ合衆国 ハリスコ州）
- ケソン（フィリピン共和国 マニラ首都圏）
- マロロス（フィリピン共和国 ブラカン州）